# Casa Museo de Jalil Mammadguluzade (Bakú)
Casa Museo de Jalil Mammadguluzade (en azerí: Cəlil Məmmədquluzadənin ev-muzeyi) — es un museo conmemorativo, que fue creado en el apartamento, donde vivió y creó entre los años 1920 y 1932 el famoso literato y periodista azerbaiyano Jalil Mammadguluzade.

## Historia

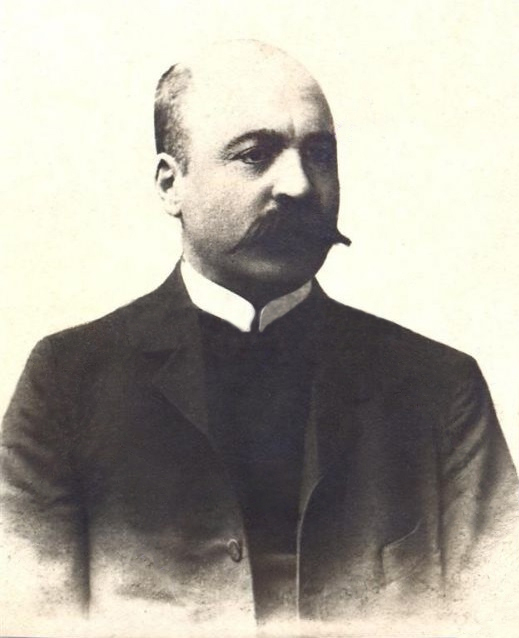
Jalil Mammadguluzade

Aunque el museo fue creado en la casa ubicada en la ciudad de Bakú, calle de Suleyman Taghizade 56 (antigua calle Pocht), por la decisión del gobierno de la República de Azerbaiyán en 1978, fue inaugurado hasta el 28 de diciembre de 1994, en la víspera del 125 aniversario del nacimiento de C.Mammedguluzade. El tercer presidente de la República de Azerbaiyán, Heydar Aliyev, asistió a la ceremonia de apertura y pronunció un discurso.

## Exposición
En el museo se han reunido alrededor de 3000 piezas que reflejan la vida y la actividad de Jalil Mammadguluzadeh y otros partidarios de Molla Nasraddin. Cerca de 500 de ellas están presentadas en el espacio de la exposición del museo.
El museo consiste en cinco salas con una superficie total de 185 m². Las exposiciones del museo reflejan la infancia, la juventud y los recuerdos de los años de educación de Jalil Mammadguluzade, su experiencia como maestro, la primera actividad periodística y literaria. Los materiales en el despacho de trabajo del escritor, en la imprenta de la revista de Molla Nasreddin - en la sala conmemorativa se refieren a la vida y trabajo creativo de Jalil Mammadguluzadeh entre los años 1922 y 1932. Aquí hay un mapa que refleja la difusión de las obras del escritor en el mundo.
En el año 2000 hasta 8,000 espectadores vieron la exposición del museo y se organizaron más de 500 excursiones.

## Actividad científica
El museo funciona activamente en la recopilación, el estudio y la difusión del patrimonio de J.Mammadguluzade y otros partidarios de Molla Nasreddin. El museo organiza veladas literarias, reuniones, conmemoraciones, disputas, concursos y otros eventos en varios establecimientos e instituciones educativas.